# Refflex
Refflex a fost o formație de muzică pop și dance, origine din România. Membrii formației au fost Christian D (Cristian Dumitrescu) și Dony (Cornel Donici). Cei doi s-au cunoscut la Colegiul Energetic din Constanța rămânând de atunci cei mai buni prieteni. Ei au fost descoperiți de Viorel Sipoș de la 3 Sud Est și au ajuns în studioul lui Laurențiu Duță. Primul lor single a fost ,,Te iau cu mine''. Au urmat "Asta sunt eu" si "O aventura" care are si primul videoclip Refflex. În 2008, au lansat piesa ,,Fără ea". Această piesă are și o versiune în limba engleză (Here I am). Tot în 2008, formația s-a destrămat iar fiecare și-a găsit alt drum: Christian D a început să cânte cu Narcotic Sound (Marius Mirică), iar Dony cu David Deejay (Adi Colceru).

## Discografie
Albume
O aventură
Discuri single
Te iau cu mine
Ăsta sunt eu
O aventură
Viteza luminii
2 inimi
Piesa noastră
Miss your love
De mii de ori
Obbsesion
Speranțe
Crazy
Fără ea
Here I am